# Hannah Montana 2/Meet Miley Cyrus
A Hannah Montana 2/Meet Miley Cyrus a második zenei albuma a Disney Channel Hannah Montana című sorozatának, és egyben debütáló albuma is Miley Cyrus-nak, a sorozat sztárjának. Az albumot 2007. június 26-án adta ki a Walt Disney Records és a Hollywood Records. Ez egy új "hibrid" album, ami a háromszoros platinalemez a Hannah Montana folytatása, amit még 2006-ban adtak ki.
A CD-nek két része van, mivel kettős rendeltetése van, az első CD-n tíz dal található Hannah Montana-tól, ami műsor második évadjának betétdalait tartalmazza, a második CD-n Miley Cyrus-tól hallhatunk tíz dalt, ez az első szólóalbuma. A megjelenés első heteiben a 200-as Billboard lista első helyén debütált az Egyesült Államokban 326 000 eladott példánnyal. Mivel az albumból több mint 3 700 000 darabot adtak el, háromszoros platinalemez lett belőle. Világszerte több mint 10 millió példányt adtak el belőle.